# داستان خیابان نادری
خیابان جمهوری به عنوان عضوی از شهر تهران، در هر دوره تاریخی معلول شرایط اجتماعی،اقتصادی، سیاسی زمان خود بوده است. تهران در زمان ناصری دو هسته اصلی نظامی و حکومتی در شمال و مذهبی و بازار در جنوب داشته،اما در این میان هسته ناپیوسته دیگری در شمال شرق تهران شکل می گیرد،که شامل مجموعه بهارستان و مسجد سپهسالار بوده است. بنابراین،معابری میان این ها شکل می گیرد،که یکی از آن ها خیابان جمهوری است که از میدان بهارستان تا  خیابان دروازه دولت کشیده شده است. خیابان جمهوری را می توان از نظر زمان شکل گیری به سه دوره تقسیم کرد. بخش اول که هسته اولیه خیابان را تشکیل می دهد،مربوط می شود به دوره قاجار (زمان حکومت ناصرالدین شاه) نام این بخش از خیابان طبق برسی نقشه های قدیمی  "شاه آباد" بوده است. اما گویا پیش از آن نیز به شغال آباد معروف بوده است.بخش دوم وسوم  خیابان در دوره پهلوی اول و دوم شکل گرفته و به طور کلی به خیابان "شاه" نامگذاری شده است.بخش های دوم و سوم حاصل اقدامات شهرسازی که به شدت تحت تاثیر جهان بین المللی،مدرنیسم و شهرنشینی اروپایی بوده و همین منجر به شکل گیری خیابان های مشجر با ساختمان های نوین شده است.این خیابان از دوره جنبش مشروطه ایران و همچنین احداث مجلس به فضایی فرهنگی و روشنفکری و سیاسی بدل شده بود.

## خیابان سی تیر
خیابان سی تیر در دوره های تاریخی مختلف اسامی دیگری به خود گرفته بود. بر طبق نقشه‌ها در دوره قاجار  و تا سال 1326 قوام السلطنه نام داشت و نیز می توان گفت این نام به افتخار احمد قوام وزیر وقت گذاشته شده بود. اما پس از آن به "استالین" تغییر یافت، گروهی معتقدند رابطه ایران با شوروی در آن زمان و همچنین حضور چرچیل،استالین و رزولوت در ایران در این نام گذاری نقش داشته است. مجددا در سال 1338 بخش پایینی آن قوام السلطنه نامیده شد. اما بعد از انقلاب 57 نام قسمت بالایی آن به میرزا کوچک خان تغییر کرد، برخی معتقدند رهبری میرزا کوچک خان جنگلی در نهضت جنگل که برای مبارزه با روس‌ها بود و همجواری این خیابان با سفارت روسیه نقش بسزایی در این نام گذاری داشته است.  همچنین این خیابان در سال 95 سنگ فرش شده است.چرا؟برخی معتقدند این تغییر در کالبد می تواند ریشه در دو مسئله داشته باشد:1) ایجاد حس نوستالژی در رهگذران و زیبایی بصری2) جدایی فضایی و در نهایت جدایی اجتماعی این خیابان از سایرین به جهت ساکن شدن اقلیت های مذهبی در آن.

## خیابان نادری
خیابان نادری پس از افتتاح مجموعه نادری به این نام در میان مردم مشهور شد.اما در نقشه ها در برخی سال‌ها نادری در پرانتز و در برخی" شاه" نام نهاده شده است. این خیابان به دلیل حضور سفارتخانه ها از یکسو و کافه و کتابفروشی ها از سوی دیگر فضایی میان دیپلماسی و فرهنگی داشته و همچنین همجواری با مرکز مد و تئاتر(لاله زار) آن را به محوری متجدد تبدیل کرده بود"گویی رویای اروپایی در سر داشت و در آن با جهان احساس نزدیکی می کردی". ایرج افشار در خاطرات خود از دفتر روزنامه کیهان در خیابان شاه و دکه کتابفروشی چهارراه استانبول میگوید که نشریات چپ را می فروخته و پاتوق شاملو،فریدون مشیری و...بوده و او این عوامل را دلیل اصلی فضای روشنفکری آنجا می داند. اما امروزه دیگر خبری از کتابفروشی ها و دکه روزنامه فروشی نیست، به جای آنها مغازه های کت و شلوار فروشی و ریش تراش فروشی قرار گرفته است. دیگر خبری از جمع جوانی که گرد روزنامه ای جمع شده باشند و با ذوق درباره ی آن درحال بحث باشند نیست و مردم بی تفاوت از یکدیگر و جامعه، گذر می کنند. همچنین نقاشی دیواری در قسمتی از خیابان نادری، یادگاری از دوره های گذشته است، که در حال از بین رفت است و برخی آن را به خنثی شدن مردم نسبت به گذشته خود تعمیم می دهند.
کافه ها در روزگار قدیم محل صحبت بوده اند،اما شکل اروپایی این کافه که داخلش به سبک معماری فرانسوی و آلمانی است و مجموعه صندلی های لهستانی و رومیزی های سفیدش آن را به کافه های فرانسه شبیه کرده بودو همین برای قشر روشنفکر خارج رفته جالب بود. این کافه پاتوق،سیمین دانشور،جلال آل احمد و ...بوده و همه اینها در دوره ای، تفکرات چپ داشته اند، که در آن زمان نه تنها در ایران بلکه در جهان مورد توجه روشنفکران بود. همچنین صاحب این کافه پس از انقلاب بلشویکی مجبور به ترک روسیه شده و در زمان جنگ جهانی دوم هتلش به اجبار محل اقامت سربازان روس شد و برای مدتی به اتهام همکاری با حزب توده دستگیر شد. بر روی دیوار کافه نادری تصویری تبلیغاتی از مردی با کت و شلوار و زنی با لباسی مدرن است. برخی معتقدند که ارائه تصویر این مرد و زن با این پوشش، هم راستا با قانون پوشش رضا شاه است ،همچنین حضور زن در این تصویر را نوید بخش رشد جامعه آن روز می دانند.

## خیابان فردوسی
خیابان فردوسی تا سال 1309به "علاءالدوله"یکی از رجال عصر ناصری مشهور بوده و پس از آن به خیابان فردوسی نامیده شد. سمت جنوبی خیابان دوسفارت ترکیه و آلمان خودنمایی قرار گرفته اند، به قول محسن حبیبی این، خیابان سفارتخانه هاست. همچنین اولین سینمای ایران در این خیابان ساخته شده و می تواند ناشی از سیاست حاکمیت در جهت رونق و توسعه این محدوده بوده باشد.همچنین سینما همای نیز در این خیابان واقع است. امروزه از این سینما و خاطراتش فقط بدنه ای سوخته باقی مانده است که یادگاری از سال های پس از انقلاب است. این سینما به دست علی وکیلی و در محل تئاتر زرتشتیان برای بانوان ساخته شده بود.در جهت شرقی خیابان، ساختمانی متروکه، متعلق به هتل پالاس قرار گرفته[1]،که در سال 1309 ساخته شده و بعد ها سینما ایران در محل بازار کویتی ها ساخته شد،که پس از انقلاب در آتش سوخت. اشتراک سرگذشت سینما های این منطقه پس از نقلاب جای سوال است و آیا بدنه سوخته سینما ها حاکی از تفکر خشک و افراطی انقلابیون زمان نیست؟

## خیابان استانبول
خیابان استانبول ،این خیابان از سال 1308 به دلیل همجواری با سفارت عثمانی به اسلانبول شهرت یافت. معماری سبک کلاسیک اروپایی (که برگرفته از معماری صنعتی قرن 19) است، به طور روشنی در چهارراه استانبول_لاله زار دیده می شود. در این خیابان ساختمان پلاسکو نیز قرار گرفته است،این ساختمان در سال 1341 به دست حبیب الله القانیان که یکی از ثروتمندترین تاجران ایرانی-یهودی بود و بعد ها به اتهام همکاری با اسرائیل در سال 58 اعدام شد ساخته شده بود. به عقیده برخی قرارگیری بلندترین آسمان خراش ایران در این خیابان تاثیر گرفته از ویژگی خاص خیابان های مجاور آن بوده است، مثلا اینکه خیابان لاله زار مرکز مد تهران بوده و به سبک خیابان شانزلیزه طراحی شده بود؛ بنابراین این ساختمان بلند در این خیابان قرار گرفته تا سیاست های حکومت را که در جهت اروپامحوری است نشان دهد. همچنین گروهی دیگر معتقدند با توجه به اینکه پلاسکو بعد از بازار بزرگترین مرکز پخش پوشاک بوده است به نوعی می توان آن را همانند طرح شهستان پهلوی راهی برای تقابل با بازار دانست.

## خیابان لاله زار
به گفته حبیبی لاله زار خیابانی است که کاملا رنگ و بوی اروپایی دارد؛در واقع بر طبق خاطرات مهدی قلی هدایت(نخست وزیر رضا شاه)باغ شاهی محل این خیابان بوده،اما شاه به تقلید از پاریس آن را به سبک شانزلیزه طراحی میکند و زمین های اطراف نیز میان "مقربین درگاه" تقسیم می شود. برخی صاحب نظران معتقدند یکی از دلایل اروپایی بودن این خیابان،تراکم سفارتخانه هاست،که به تبع مهمان های خارجی را به این محدوده می کشاند و لازم است شکوه سلطنت نشان داده شود. دلیل دوم اینکه در عصر پهلوی تقابل با بازار نیز مطرح بوده است.دلیل سوم اینکه تجمع قشر متوسط و روشنفکر برای حاکمیت دیکتاتور خطرناک است،بنابراین تخریب آن فضا به واسطه مد و ورود طبقه مرفه می تواند کارآمد باشد.نام لاله زار در سال 1332 به لاله زار نو تغییر یافت.گویی واژه "نو" برای خیابانی معروف در تهران حامل پیامی است برای کل شهر و آن هم این است که شهر دچار تغییر شده است و به سمت مدرنیته در حرکت است. همچنین در ضلع غربی خیابان، بقایای سینما مایاک قرار دارد که در سال 1328 به سفارش یک "زن"؛خانم مایاک ساخته شد،همچنین نام آن از زبان روسی گرفته شده، که متناسب با حال و هوای اندیشه های روزگار خود بوده است.

## خیابان بابی ساندرز
خیابان بابی ساندرز در گذشته بر طبق نقشه ها از سال 1308تا 1333 "فردوس"نام داشته و پس از آن تا سال 1359 همایون نام گرفته و پس از انقلاب به خیابان بابی ساندرز مشهور شده است. نکته جالب این است که پس از انقلاب نام این خیابان از نام سیاستمداری انگلیسی به شخصیتی که از نوجوانی با انگلیس مبارزه کرده است، تغییر یافته،همچنین شعار های روی سفارت انگلیسو مسدود ساختن درب سفارت که در این خیابان است،از دیگر نشانه های تنش های سیاسی در این محور است.

## خیابان گوهرشاد
خیابان گوهر شاد در دوره قاجار به ارباب کیخسرو معروف بوده است،این فرد بانی کتابخانه مجلس و همچنین نماینده مجلس از دوره دوم تا دوازدهم و نیز  از مشروطه خواهان بوده است. بر طبق متون ارتباط خوبی با دربار قاجار داشته،اما نام او از سال 1323 از روی این خیابان برداشته می شود و به خیابان گوهرشاد تغییر می یابد. بر اساس خاطرات دخترش در سال های پایانی عمرش به دلیل مخالفت با رضا شاه به شدت زیر نظر بوده و احتمالا این تغییر نام نیز بی ارتباط با جهتگیری های سیاسی او نبوده است.

## خیابان سعد
خیابان سعد نامش از روی شاعر قرن 4و5 گرفته شده که در مدح شاهان می سروده و به نظر من همجواری آن با خیابان های مدرن می تواند یادآور تلاش پهلوی ها در مدرن سازی شهر با توجه به فرهنگ و گذشته ایران باشد. مثل طرح شهستان پهلوی که مدرن اما با توجه به هویت ایرانی طراحی شده بود.
1. ↑  عسگرزاده، محمد؛ حسینی، سحر (۱۳۸۹). «منظر خیابان و هویت شهر».
2. 1 2  نگین فیروزی (۲۰۲۲). «کافه نادری».
3. ↑  عسگرزاده، محمد؛ حسینی، سحر (۱۳۸۹). «منظر خیابان و هویت شهر».
4. ↑  «قیام-میرزا-کوچک-خان-جنگلی». ensani.ir. ۱۳۸۸.
5. ↑  افشار، ایرج (۱۴۰۱). با"سایه"در سایه خاطرات. سمرقند.
6. ↑  «کافه نادری، پاتوق روشنفکران قبل از انقلاب». ۲۰۲۲.
7. ↑  حبیبی، محسن (۱۳۷۵). از شار تا شهر.
8. ↑  حبیبی، محسن (۱۳۷۵). از شار تا شهر.
9. ↑  مهرابی، مسعود (۱۳۶۳). تاریخ سینمای ایران از آغاز تا سال 1357.
10. ↑  حبیبی، محسن (۱۳۷۵). از شار تا شهر.
11. ↑  فتاحی، کامبیز (۱۳۹۳). «اولین اعدام خلخالی که صدایش به کنگره آمریکا رسید». بی بی سی.
12. ↑  امامی، فرشید (۱۴۰۱). قدرت و شهرسازی:نقدی بر توسعه کلانشهر تهران.
13. ↑  حبیبی، محسن (۱۳۷۵). از شار تا شهر.
14. ↑  رضوانی، اشکان (۲۰۲۲). A Social History of Modern Tehran.
15. ↑  بوذرجمهر مهر (۱۳۹۷). «زندگی‌نامه‌ی ارباب کیخسرو شاهرخ».
16. ↑  امامی، فرشید (۱۴۰۱). قدرت و شهرسازی:نقدی بر توسعه کلانشهر تهران.

1. ↑   عسگرزاده، محمد؛ حسینی، سحر (۱۳۸۹). «منظر خیابان و هویت شهر».
 نگین فیروزی (۲۰۲۲). «کافه نادری».
 عسگرزاده، محمد؛ حسینی، سحر (۱۳۸۹). «منظر خیابان و هویت شهر».
 «قیام-میرزا-کوچک-خان-جنگلی». ensani.ir. ۱۳۸۸.
 افشار، ایرج (۱۴۰۱). با"سایه"در سایه خاطرات. سمرقند.
 «کافه نادری، پاتوق روشنفکران قبل از انقلاب». ۲۰۲۲.
 حبیبی، محسن (۱۳۷۵). از شار تا شهر.
 حبیبی، محسن (۱۳۷۵). از شار تا شهر.
 مهرابی، مسعود (۱۳۶۳). تاریخ سینمای ایران از آغاز تا سال 1357.
 حبیبی، محسن (۱۳۷۵). از شار تا شهر.
 فتاحی، کامبیز (۱۳۹۳). «اولین اعدام خلخالی که صدایش به کنگره آمریکا رسید». بی بی سی.
 امامی، فرشید (۱۴۰۱). قدرت و شهرسازی:نقدی بر توسعه کلانشهر تهران.
 حبیبی، محسن (۱۳۷۵). از شار تا شهر.
 رضوانی، اشکان (۲۰۲۲). A Social History of Modern Tehran.
 بوذرجمهر مهر (۱۳۹۷). «زندگی‌نامه‌ی ارباب کیخسرو شاهرخ».
 امامی، فرشید (۱۴۰۱). قدرت و شهرسازی:نقدی بر توسعه کلانشهر تهران